# The Best of Sepultura
The Best of Sepultura è una raccolta dei Sepultura, incentrata sul periodo in cui era presente Max Cavalera nella band. È stata pubblicata dalla Roadrunner Records il 12 settembre del 2006.

## Tracce
1. Troops of Doom – 3:17
2. Beneath the Remains – 5:11
3. Inner Self – 5:07
4. Arise – 3:17
5. Dead Embryonic Cells – 4:52
6. Desperate Cry – 6:43
7. Refuse/Resist – 3:19
8. Territory – 4:47
9. Slave New World – 2:55
10. Biotech is Godzilla – 1:52
11. Roots Bloody Roots – 3:32
12. Attitude – 4:15
13. Ratamahatta – 4:30